# Hemicyclopina begoniae
Hemicyclopina begoniae is een eenoogkreeftjessoort uit de familie van de Hemicyclopinidae. De wetenschappelijke naam van de soort is voor het eerst geldig gepubliceerd in 2001 door Martínez Arbizu.